# Terpna similis
Terpna similis är en fjärilsart som beskrevs av Moore 1888. Terpna similis ingår i släktet Terpna och familjen mätare. Inga underarter finns listade i Catalogue of Life.